# Поснов, Андрей Валерьевич
Андре́й Вале́рьевич Посно́в (19 ноября 1981, Воркута) — российский хоккеист, нападающий.

## Биография
Начал играть в Крыльях Советов в сезоне 2000/01. В первый год на высшем уровне провел 11 матчей и отдал 4 передачи. Позже выступал за «Спартак», «Нефтехимик», СКА. Был выбран клубом «Нью-Джерси Девилз» в 4-м круге драфта НХЛ 2001 под общим 128-м номером. С 2006 год по 2009 год выступал за «Сибирь», затем — за «Атлант», «Торпедо», «Витязь», «Буран», «Южный Урал».